# Kortárs gyermekversek és dalok
A Kortárs gyermekversek és dalok magyar televíziós flash animációs sorozat. Magyarországon 2013-tól az M2 tűzte műsorra.

## Epizódok
1. Lackfi János: Parabola (elmondja: Busa Pista)
2. Barak László: Ki szelet vet (elmondja: Bogdán Gergő)
3. Miklya Zsolt: Karima-álom (elmondja: Bogdán Gergő)
4. Jász Attila: Igazi csata (elmondja: Gerő Bence)
5. Lackfi János: Dorottya legyőzi a hisztit (előadja: Kaláka együttes)
6. Kiss Judit Ágnes: Kék őzek (elmondja: Béres Ilona)
7. Tóth Krisztina: Nagy mara (elmondja: Debreczeny Csaba)
8. Müller Péter Sziámi: Jó, ha van (elmondja: Bogdán Gergő és Károlyi Lilla)
9. Varró Dániel: Nyúl tavaszi éneke (elmondja: Szacsvay László)
10. Magyar László: Majom (elmondja: Jakab Csaba)